# Petőháza
Petőháza è un comune di 1 048 abitanti situato nella contea di Győr-Moson-Sopron, nell'Ungheria nordoccidentale.